# Karabin Vetterli-Vitali
Karabin Vetterli–Vitali Modello 1870/87 – włoski karabin powtarzalny, powstały poprzez modyfikację karabinów Vetterli Mod. 1870. Karabin podstawowy armii włoskiej w latach 1887–1891, kiedy to zastąpił go w tej roli karabin Carcano Mod. 91. Na małą skalę wykorzystywany jeszcze w czasie I i II wojny światowej.

## Historia
11 sierpnia 1871 roku, armia włoska przyjęła na uzbrojenie skonstruowany przez Friedricha Vetterli karabin Vetterli Mod. 1870. Konstrukcja oparta była na szwajcarskim Vetterli M1869, będącym karabinem powtarzalnym, z zamkiem czterotaktowym, zasilanym nabojami bocznego zapłonu, z pojemnym 11-nabojowym magazynkiem lufowym. Zła sytuacja finansowa młodego Królestwa Włoch oraz krótkowzroczność wojskowych (obawiających się marnowania przez żołnierzy amunicji, przy broni powtarzalnej) doprowadziły do znacznego uproszczenia konstrukcji – zrezygnowano z magazynka, tworząc karabin jednostrzałowy. Zdecydowano się również na przystosowanie broni do zasilania nabojami centralnego zapłonu 10,35 × 47 mm R. Powstały karabin był tańszy i prostszy w produkcji od pierwowzoru.
Karabin został oficjalnie przyjęty na uzbrojenie 11 sierpnia 1871 roku, jednak już w następnej dekadzie rosnąca popularność karabinów powtarzalnych uwidoczniła ich wyższość nad konstrukcjami jednostrzałowymi. Z tego powodu zaczęto poszukiwać rozwiązań umożliwiających przystosowanie posiadanych egzemplarzy do zasilania z magazynków.
Marynarka wojenna dla potrzeb piechoty morskiej przyjęła w 1882 roku projekt autorstwa kapitana Giovanniego Bertoldo, wykorzystujący 8-nabojowy magazynek lufowy. Karabin ten określany był jako Vetterli-Bertoldo Mod. 1870/82. 

### Vetterli–Vitali Mod. 1870/87

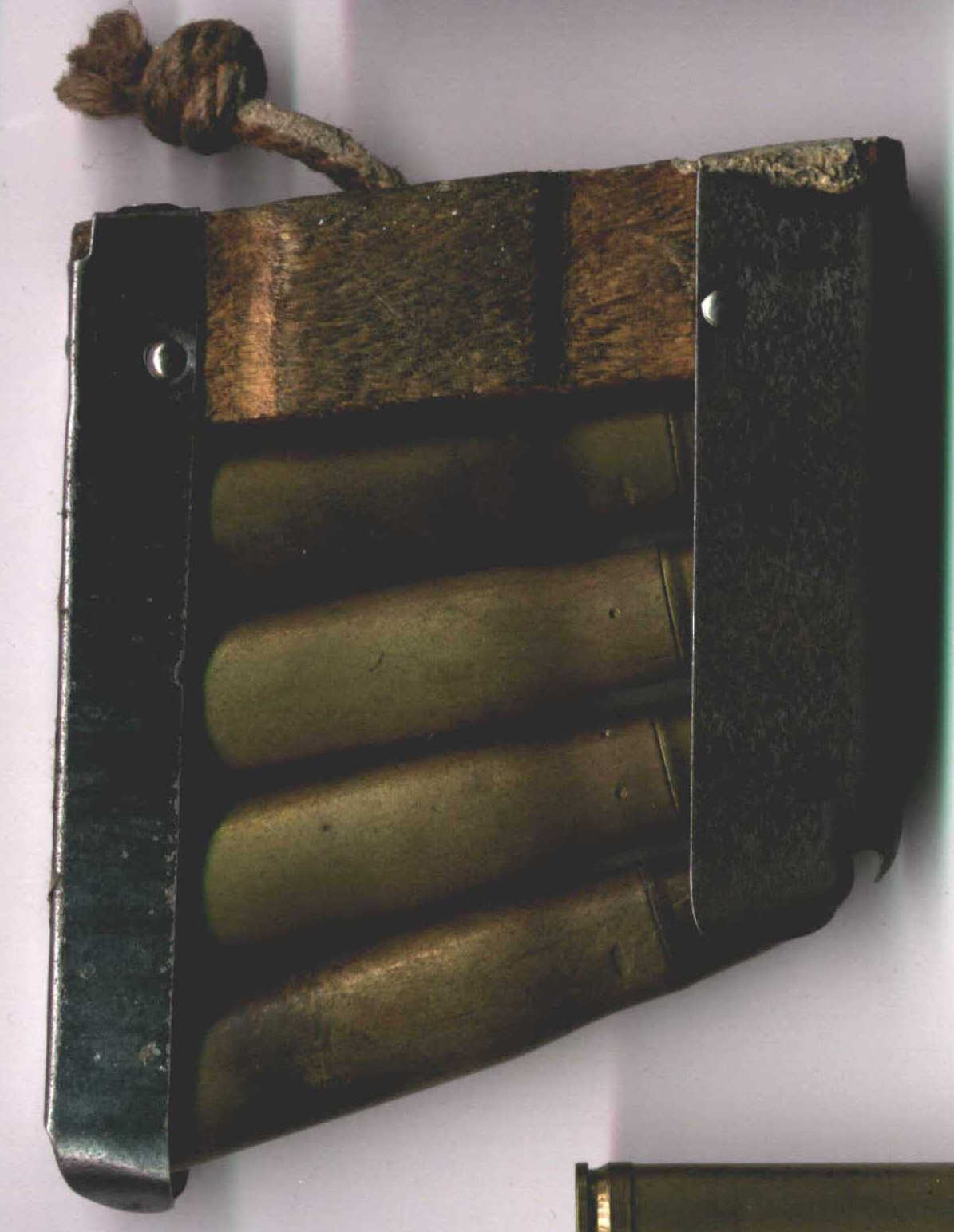
Łódka nabojowa
Vetterli–Vitali Mod. 1870/87

Armia lądowa wybrała z kolei w 1887 roku projekt kapitana Giuseppe Vitali, przyjmując go na wyposażenie jako Vetterli–Vitali Mod. 1870/87. Modyfikacja polegała na przystosowaniu zamka do zasilania z 4-nabojowego, stałego magazynka pudełkowego. Pozostałe elementy karabinu pozostały bez zmian. Naboje wprowadzano do magazynka za pomocą specjalnej łódki nabojowej. Miała ona formę ramki – drewnianej podstawy na szczycie, z doczepionymi dwiema blaszanymi klapkami po bokach. Po odryglowaniu zamka, łódkę wraz z nabojami wpychano od góry do magazynka, po czym wyciągano ją (za pomocą doczepionego sznurka), jednocześnie pozostawiając naboje w magazynku. Po zaryglowaniu, karabin gotowy był do strzału.
W ten sposób przebudowano około 400 tysięcy egzemplarzy starych Mod. 1870, wersji długich dla piechoty oraz karabinków dla Truppe Speciali (wojsk specjalnych tj. saperów, wojsk inżynieryjnych i artylerii). Karabinków dla kawalerii oraz Korpusu Karabinierów w większości nie poddano przebudowie i pozostały jednostrzałowe. Prawdopodobnie w 1888 r. przebudowano ok. 500 sztuk karabinków kawaleryjskich na potrzeby włoskiej kolonii – Erytrei (dla kawalerii rekrutowanej z żołnierzy tubylczych). Współcześnie znanych jest jedynie 5 kawaleryjskich egzemplarzy Mod.1870/87 (jeden w Australii, dwa w Stanach Zjednoczonych i dwa we Włoszech).
W 1891 roku karabiny Vetterli Mod. 1870 i Vetterli-Vitali Mod. 1870/87 zostały zastąpione przez nowocześniejsze Carcano Mod. 91. Jednak w momencie przystąpienia Włoch do I wojny światowej w 1915 roku i zmobilizowaniu wielu rezerwistów, liczba nowych karabinów okazała się niewystarczająca. Z tego powodu przestarzałe Vetterli wydawano oddziałom tyłowym, teoretycznie nie mającymi brać udziału w walkach. W rzeczywistości żołnierze niejednokrotnie ruszali do walki wyposażeni w tę broń.
W 1916 roku, w ramach sojuszniczej pomocy, duża liczba Mod.1870/87 wysłana została do Imperium Rosyjskiego. Wiele z tych karabinów trafiło później, już z ZSRR, w ręce republikańskich żołnierzy w czasie hiszpańskiej wojny domowej.

### Vetterli–Vitali Mod. 1870/87/15

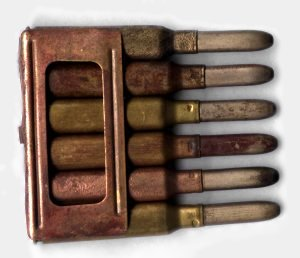
Ładownik
Carcano Mod.91
stosowany w
Vetterli–Vitali Mod. 1870/87/15

W 1915 r. zdecydowano się na przystosowanie części posiadanych Mod. 1870/87 do zasilania nowocześniejszą amunicją 6,5 × 52 mm standardowych karabinów Carcano. Aby nie produkować do nich nowych luf, przebudowano już istniejące, wstawiając i zgrzewając w nich rdzeń kalibru 6,5 mm. Przebudowano również zamek i magazynek (zasilany standardowymi 6 nabojowymi ładownikami Carcano). Karabin przyjęto na uzbrojenie jako Vetterli–Vitali Mod. 1870/87/15 i podobnie jak poprzednika, wyposażono w niego głównie oddziały tyłowe. Przebudów dokonano w arsenałach: Rzym, Brescia i Torino.
Po I wojnie światowej wiele karabinów trafiło do włoskich kolonii w Afryce, gdzie wzięły udział w wojnie włosko-abisyńskiej, bądź było wykorzystywanych jako broń treningowa. Podczas hiszpańskiej wojny domowej 21 402 szt. Mod. 1870/87/15 zostało sprzedanych przez Włochy nacjonalistom. W czasie II wojny światowej część karabinów została przydzielona Milicji Faszystowskiej.
Wg współczesnych, obiegowych opinii, karabin zaprojektowany jako broń czarno-prochowa może okazać się niebezpieczny dla strzelca przy intensywnym strzelaniu amunicją na proch bezdymny, ze względu na wytwarzane większe ciśnienie, mogące powodować rozwarstwienie lufy od wstawionego rdzenia.

## Bagnety

### Bagnet Mod. 1870/87
Powstały poprzez przebudowę starszych bagnetów Mod. 1870. Różnica polegała na zastosowaniu o połowę krótszej sprężyny płaskiej, mocowanej do drugiego, zamiast do pierwszego nitu rękojeści.
- Długość całkowita: 623 – 624 mm
- Długość głowni: 496 mm
- Średnica pierścienia jelca: ~17,5 mm
- Waga: ?

### Bagnet Mod. 1870/87/16
Jako że w warunkach wojny okopowej na froncie I wojny światowej długie bagnety okazywały się niepraktyczne, dotychczasowe Mod. 1870/87 zostały zmodyfikowane. Głownię skrócono o ok. 25 cm oraz obcięto zagięte ramię jelca. Obcięta część głowni poddawana była recyklingowi i wykorzystywana do produkcji noży okopowych.
- Długość całkowita: 369 mm
- Długość głowni: 242 mm
- Średnica pierścienia jelca: ~17,2 mm
- Waga: ?

## Nabój

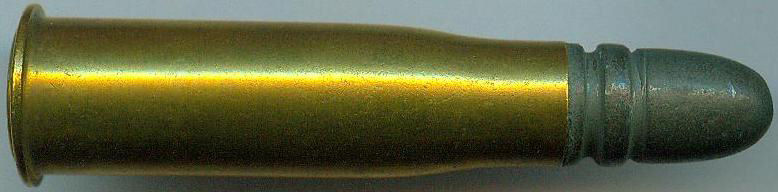
Nabój 10,35 × 47 mm R,
Mod. 70

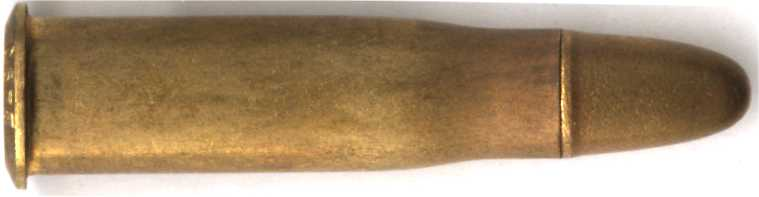
Nabój 10,35 × 47 mm R,
Mod. 90

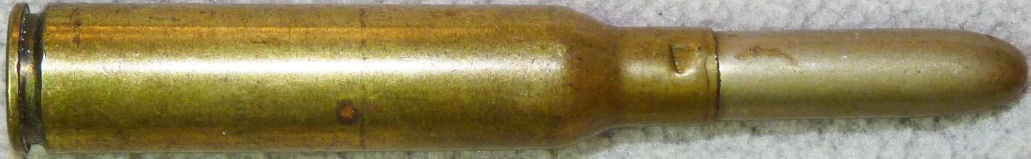
Nabój 6,5 × 52 mm Carcano

Do karabinu Mod.1870/87 stosowano naboje scalone Mod. 70 10,35 × 47 mm R, centralnego zapłonu. Łuska metalowa, wykonana z mosiądzu. Naboje elaborowane prochem czarnym. Pociski wykonane z ołowiu.
- Długość całkowita: 64,90 mm
- Długość łuski: 47,45 mm
- Masa pocisku: 28,28 g
- Ładunek prochu: 4,01 g

Od 1890 roku wprowadzono nabój Mod.90. Proch czarny zastąpiono w nim prochem bezdymnym. Zastosowano również wytrzymalszy, lżejszy pocisk, w którym ołowiany rdzeń pokryty został płaszczem.
- Długość całkowita: 64,90 mm
- Długość łuski: 47,45 mm
- Masa pocisku: 16 g
- Ładunek prochu: 2,40 g

W modelu 1870/87/15 zastosowano nowocześniejszy nabój 6,5 × 52 mm, zaprojektowany dla karabinów Carcano.
- Długość całkowita: 76 mm
- Długość łuski: 52,5 mm
- Masa pocisku: 7,95 – 10,5 g
- Ładunek prochu: 1,95 g

## Ciekawostki
W latach 1919–1920 nieznana bliżej liczba karabinów Vetterli-Vitali, wraz z karabinami Carcano, została zakupiona przez Polskę (w ramach kredytów udzielonych przez Włochy). Szacuje się, iż mogło być to kilka tysięcy sztuk. Karabin ten pojawia się we wspomnieniach marszałka Józefa Piłsudskiego, w których wyraża się o nim negatywnie, wskazując na zawodność konstrukcji.